# Tomiño (parroquia)
Tomiño (oficialmente Santa María de Tomiño) es una parroquia española del municipio de Tomiño, perteneciente a la provincia de Pontevedra, en la comunidad autónoma de Galicia.

## Historia
Hacia mediados del siglo XIX, el lugar, ya por entonces perteneciente a Tomiño, tenía contabilizada una población de 1662 habitantes. Aparece descrito en el decimoquinto volumen del Diccionario geográfico-estadístico-histórico de España y sus posesiones de Ultramar de Pascual Madoz con las siguientes palabras:

TOMIÑO (Sta Maria): felig. cap. del ayunt. del mismo nombre, en la prov. de Pontevedra (9 leg.), part. jud. y dióc. de Tuy (2). sit. en terreno quebrado á der. é izq. de un riach. denominado de Barrantes, afluente del Miño: aires mas frecuentes N. y O.; clima templado y sano. Tiene 416 casas en los barrios de Barro, Cotro, Monasterio, Piedra, Piedrado Couto, San Benito, Sanomedio, Seijo, Vilar y Villachan. Hay escuela de primeras letras frecuentada por 60 niños de ambos sexos, cada uno de los cuales dan al maestro un ferrado anual de maiz. La igl. parr. (Sta. Maria) se halla servida por un cura de entrada y patronato real y ecl.: hay tambien 2 ermitas dedicadas á San Benito y á San Sebastian. Confina N. con las parr. de Barrantes y Vilamean; por E. con Taborda; al S. Forcadela y Estás, y O. Burgueira y Loureza. El mencionado riach. de Barrantes cruza por el centro de la parr., tiene 2 puentes para gente de apie; tambien atraviesa otro riachuelo llamado de Tebra que tiene un puente por donde cruza el camino que va á Tuy, y ambos riach. desaguan en el Miño. El terreno es de mediana calidad: hácia el O. existe el monte de la Magdalena que prod. carrascas, cuya leña aprovechan los vec. para combustible; habiendo algunos cercados donde se crian robles, pinos y alcornoques. El correo se recibe de Goyan tres veces á la semana. prod.: centeno, trigo, maiz, vino, habichuelas, castañas, naranjas, limones y otras frutas: hay ganado vacuno y lanar, y caza de perdices, conejos y liebres. ind.: la agricultura, y molinos harineros. Los dias 14 y 23 de cada mes se celebran ferías de ganado vacuno. pobl.: 416 vec., 1662 alm. contr.: con las demas parr. del ayunt. (V.).
(Madoz, 1849, p. 19)

En 2022, tenía empadronados 3998 habitantes.